# Philipp (Pfalz-Neuburg)

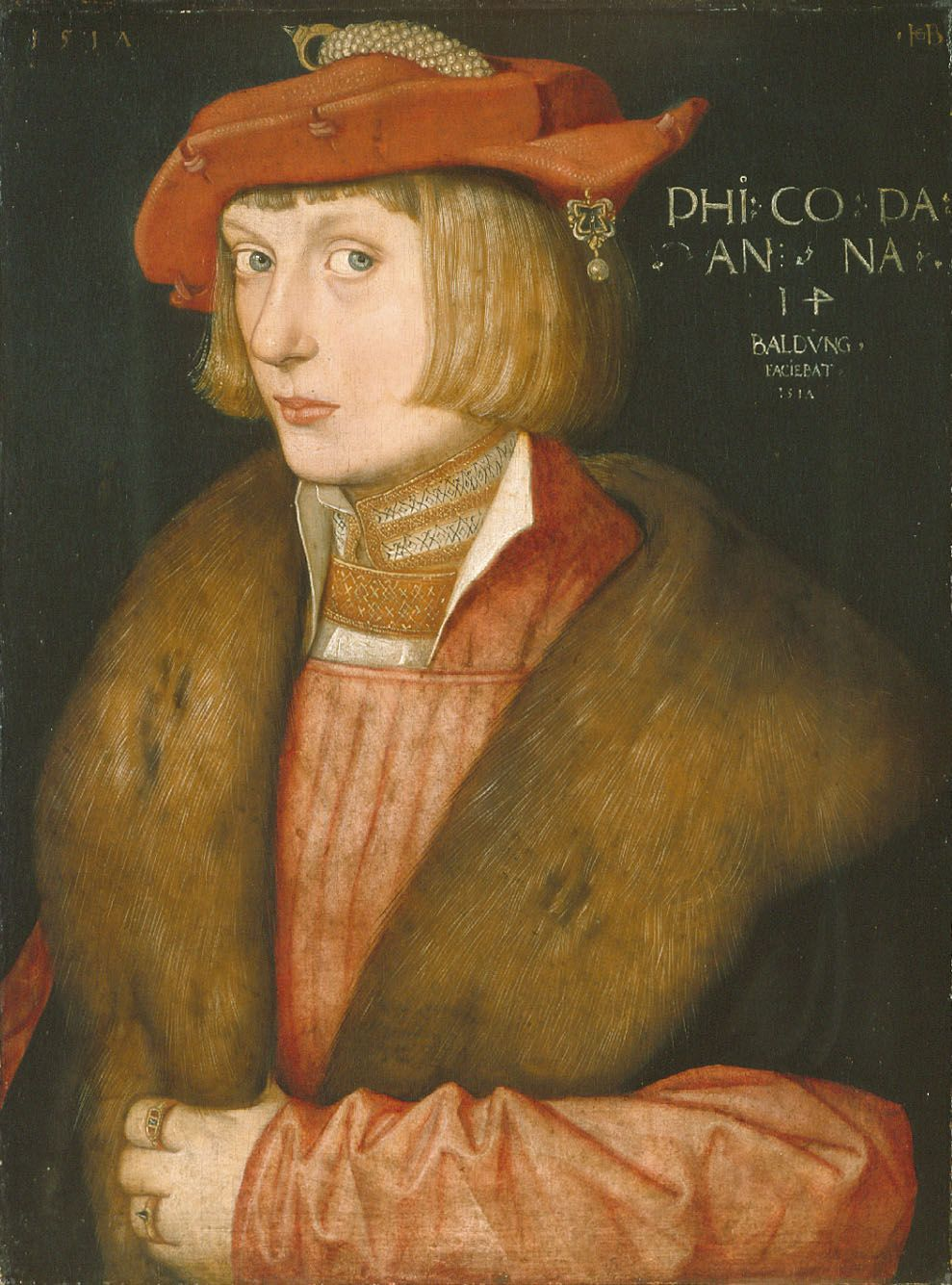
Philipp der Streitbare, Pfalzgraf und Herzog von Pfalz-Neuburg (von Hans Baldung, 1517)

Philipp der Streitbare (* 12. November 1503 in Heidelberg; † 4. Juli 1548 ebenda) war Pfalzgraf und Herzog von Pfalz-Neuburg (ab 1522).

## Leben

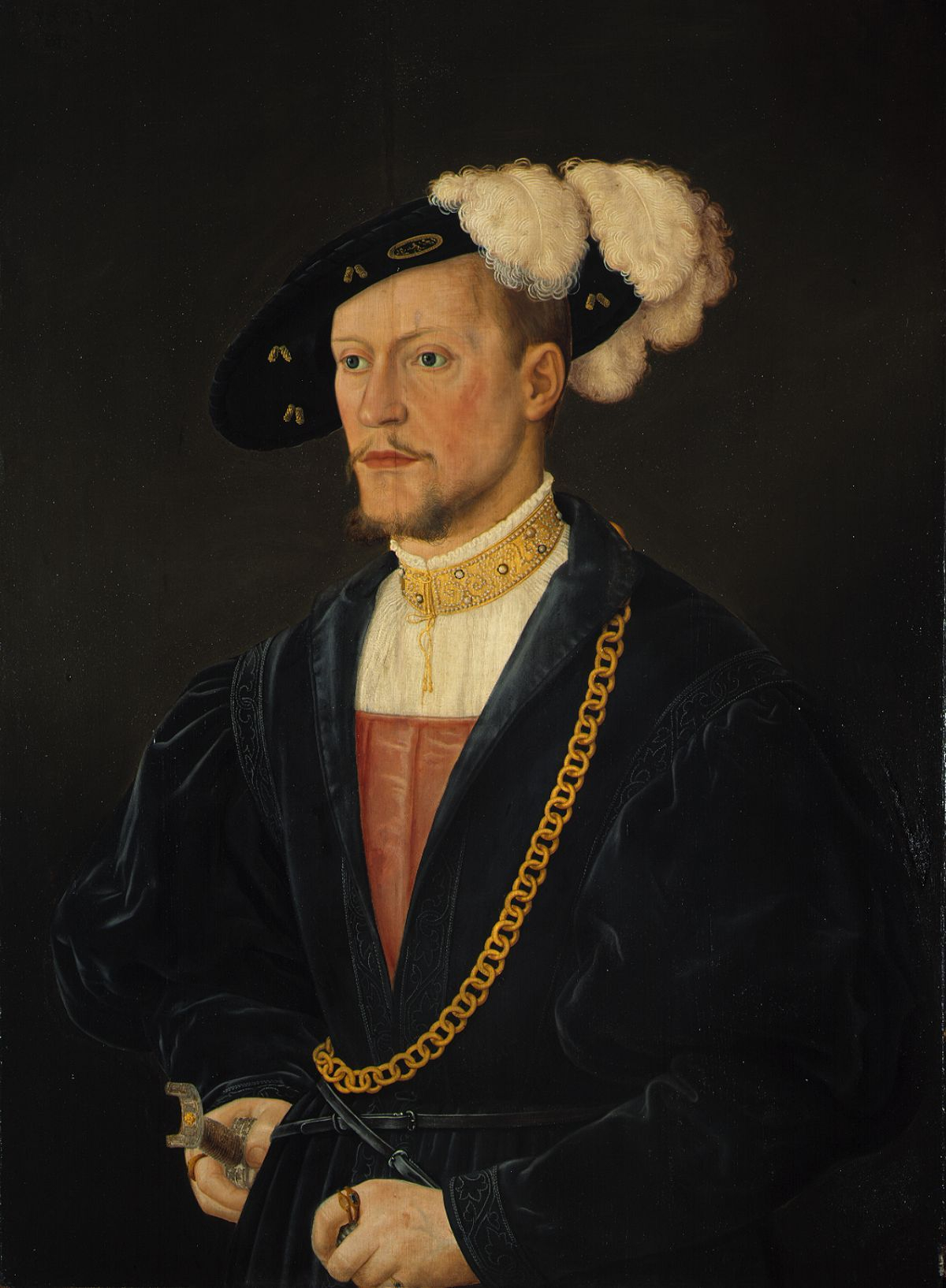
Philipp der Streitbare (von Barthel Beham, 1533)

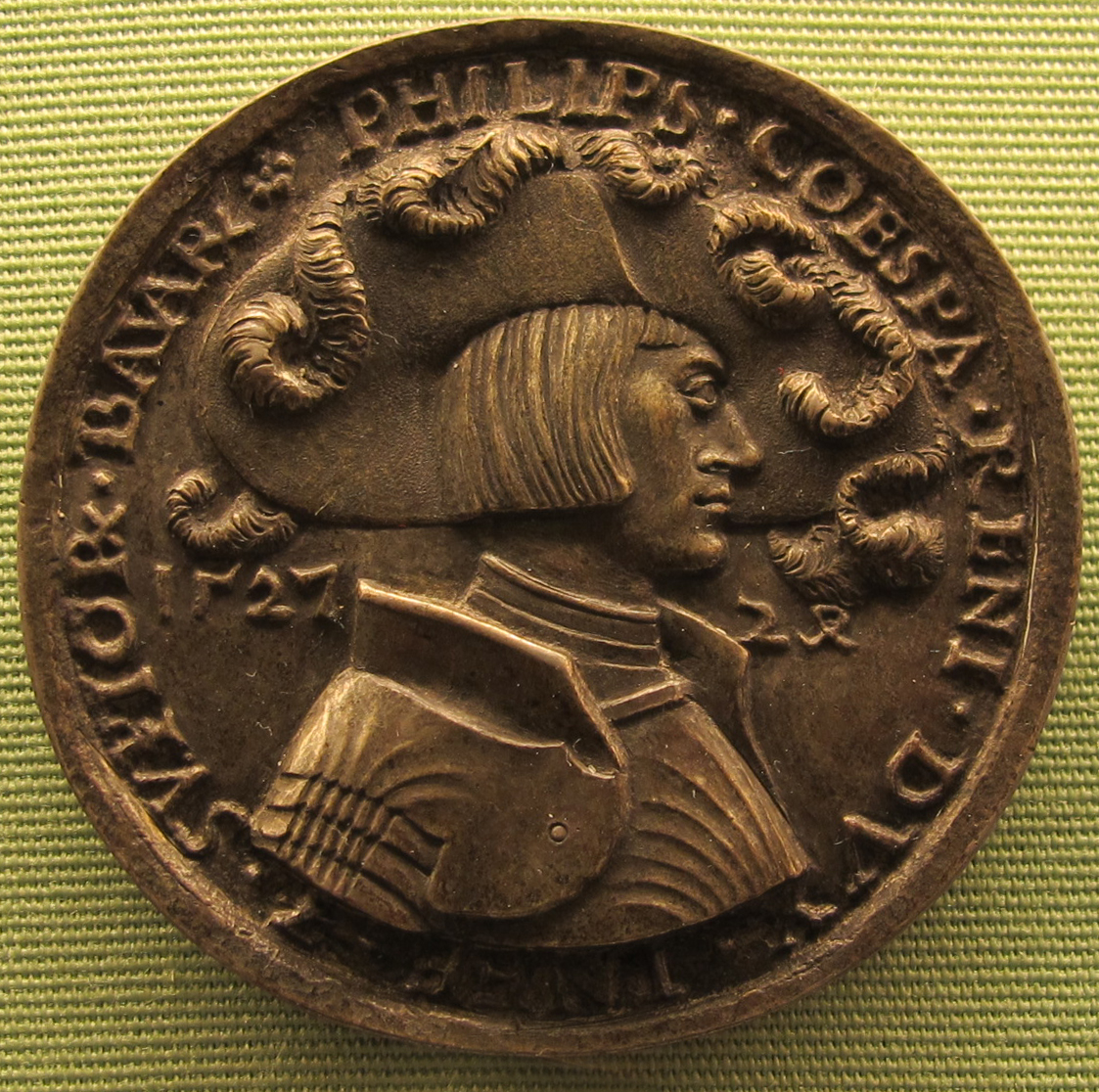
Hans Daucher, Philipp von Pfalz-Neuburg medaille, 1527

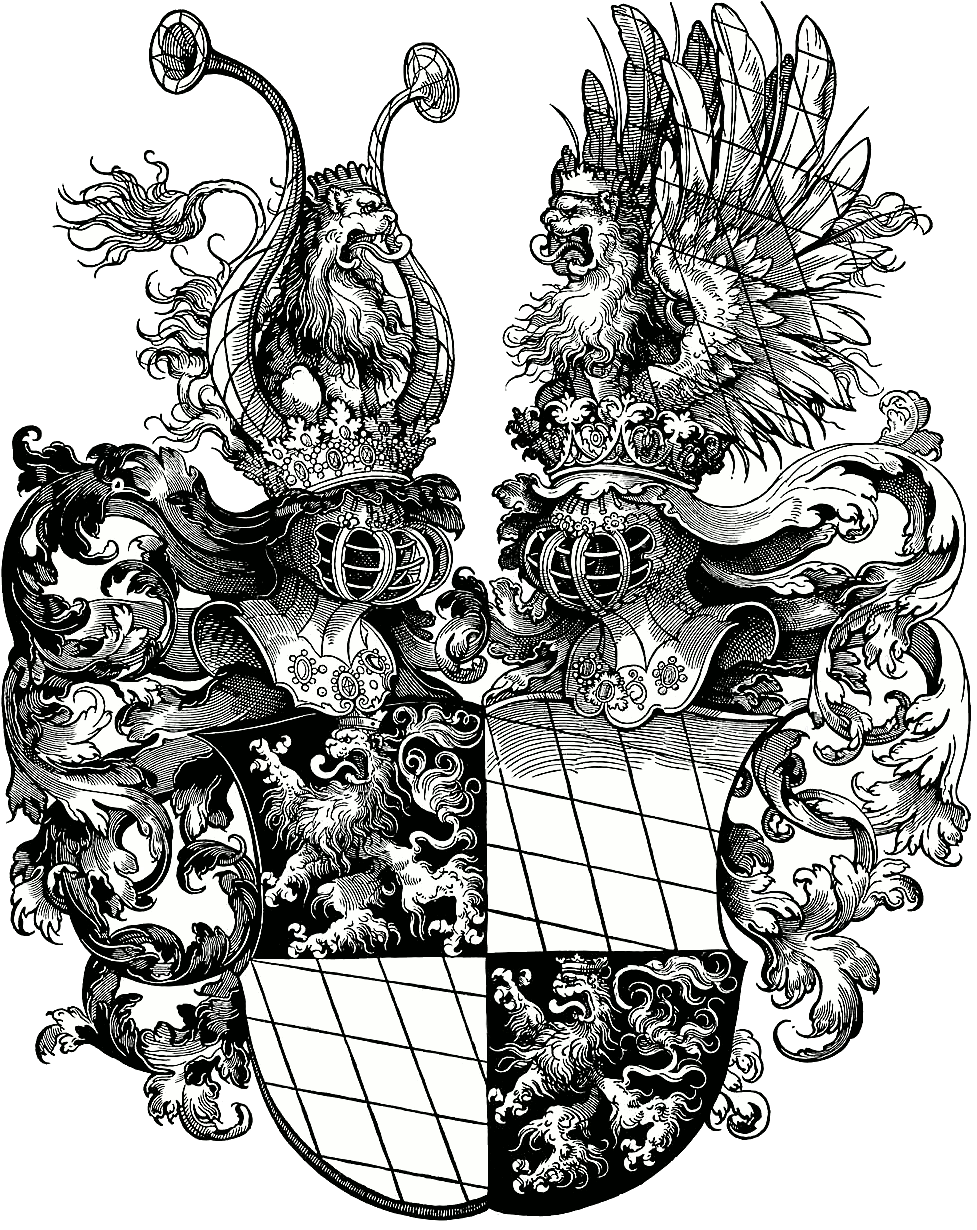
Wappen Philipps und seines Bruders Ottheinrich

Pfalzgraf Philipp war der Sohn von Pfalzgraf Ruprecht bei Rhein und Elisabeth von Bayern-Landshut. Philipp war der jüngere Bruder Ottheinrichs (1502–1559), des späteren Kurfürsten von der Pfalz.
Bis auf ihren verschwenderischen Lebensstil hatten die Brüder nicht viel gemeinsam, während Ottheinrich seine Erfahrungen im Entdecken von fremden Ländern erlangen wollte, machte sich Philipp daran, sein Wissen durch ein Studium in Freiburg im Breisgau und Padua zu mehren. Gemäß seinem Wahlspruch „Nichts unversucht lassen“ versuchte er, sich durch Studium und Heirat finanziell abzusichern. Obwohl er in jungen Jahren ein recht gutaussehender Bursche war, wurde er immer wieder von möglichen Heiratskandidatinnen abgelehnt, weswegen er beschloss, sein Geld bei der Kurie zu verdienen. Diese lehnte ihn jedoch auch nach einer Bewerbung ab, worauf er sich in die Dienste des Kaisers begab.
Am 2. Juni 1522 wurde er im Alter von 19 Jahren für großjährig erklärt, damit er mit seinem Bruder die Regierung über das neugeschaffene Herzogtum Pfalz-Neuburg übernehmen konnte. Zuvor standen beide Brüder unter der Vormundschaft ihres Onkels, des Kurfürsten Friedrich II. von der Pfalz. Ein Jahr später (1523) gab Philipp die Teilherrschaft wegen brüderlicher Differenzen ab, wodurch er sich wieder ganz seinem kaiserlichen Dienst widmen konnte.
Im Jahre 1524 schloss er sich dem Gefolge des Erzherzogs Ferdinand an. Kurze Zeit später verließ er diesen wieder, um mit seinem Onkel Kurfürst Friedrich II. durchs Land zu ziehen. Als die Osmanen 1529 vor Wien standen, wurde Philipp als Oberbefehlshaber an die Spitze zweier Regimenter gestellt und war erfolgreich, denn er schaffte es, die Osmanen aus der Stadt zu vertreiben, nachdem diese die dicke Stadtmauer mit Hilfe einer Mine gesprengt hatten.
Aufgrund seiner militärischen Verdienste wurde Philipp zunächst in Bologna zum Ritter und dann im Jahre 1532 in Regensburg zum Ritter des Goldenen Vlieses geschlagen. Da er nun vollends im Dienst des Kaisers stand, erhielt er Anfang der 1530er Jahre eine Stelle als Statthalter in Württemberg, nachdem Herzog Ulrich wegen der gegen ihn ausgesprochenen Reichsacht sein Land verloren hatte. Er befehligte auch die österreichischen Truppen, als 1534 der hessische Landgraf Philipp I. gegen ihn zu Felde zog, um Herzog Ulrich in Württemberg zu restituieren. Der Pfalzgraf wurde am 12. Mai 1534 bei Nordheim verwundet, seine Truppen unterlagen anderntags unter dem Befehl von Dietrich Spät in der Schlacht bei Lauffen.
1535 zwang er seinen Bruder Ottheinrich zur Landesteilung. Am 30. März des gleichen Jahres schlossen beide Brüder einen Vertrag, der das Fürstentum Neuburg gerecht teilte, worauf er von 1535 bis 1540 auf Burg Burglengenfeld in der Oberpfalz residierte. Allerdings lebte er einen aufwendigen Lebensstil und verschuldete sich schnell sehr hoch, weswegen er sein Erbland seinem älteren Bruder zurückgab. Damals sprach man davon, dass Philipp die junge Pfalz verloren hatte. Philipp stand sein ganzes Leben unter dem Klischee des kleinen Bruders und stand immer im Schatten Ottheinrichs, des großen Regenten.
Trotzdem lebten die beiden Brüder ihr aufwändiges Leben weiter, frönten der Jagd und kulinarischen Hochgenüssen. Weder Philipp noch Ottheinrich lernten aus den Fehlern des anderen, sodass das Herzogtum Pfalz-Neuburg im Jahre 1544 hochverschuldet abgegeben werden musste und die Regenten sich Geld bei den Landesständen leihen mussten, die noch im gleichen Jahr die Macht übernahmen. Philipp und Ottheinrich zogen sich beide nach Heidelberg zu ihrem Onkel ins „Quasiexil“ zurück.
Pfalzgraf Philipp lebte in Heidelberg in eher bescheidenen Verhältnissen. Er blieb stets im Schatten seines Bruders, denn Ottheinrich residierte bereits im kurfürstlichen Heidelberger Schloss seines kinderlos gebliebenen Onkels Friedrich II. und wurde später als dessen Nachfolger Kurfürst von der Pfalz. Im Jahre 1548 starb Pfalzgraf Philipp als armer und schwer kranker Mann im Alter von nur 45 Jahren in Heidelberg. Er wurde in der Heiliggeistkirche begraben, sein Grab wurde aber wie nahezu alle anderen Fürstengräber im Pfälzer Erbfolgekrieg zerstört.